# Hoot Gibson

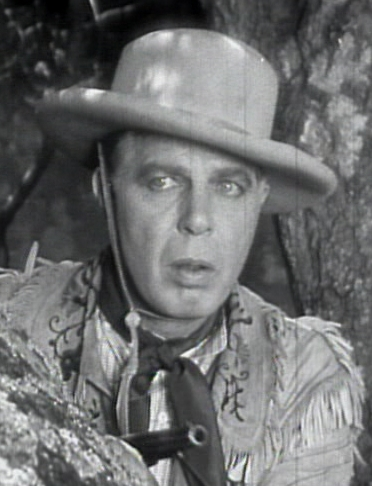
Hoot Gibson in einer Filmszene (1936)

Edmund Richard „Hoot“ Gibson (* 6. August 1892 in Tekamah, Nebraska, Vereinigte Staaten; † 23. August 1962 in Woodland Hills, Kalifornien, ebenda) war ein US-amerikanischer Rodeoreiter und Filmschauspieler, spezialisiert auf Western.

## Leben und Wirken
Edmund Richard „Hoot“ Gibson begann mit 13 Jahren sein Berufsleben: er war Hilfskraft beim Viehtrieb, rückte zum Zirkus aus und verdiente sich ein paar Dollars mit Kunststücken auf so manchem Pferderücken. Wenige Jahre darauf verdingte er sich als Rodeoreiter, ging mit der Pferdeshow „Wild Wild West“ auf Tournee durch die USA und Australien und gewann schließlich 1912 den Titel eines „World’s Greatest All-Around Champion Cowboy“. Daraufhin wurde Gibson, der bereits 1910 an der Seite eines der bedeutendsten Wildweststars der Stummfilmzeit, Tom Mix, erstmals vor der Kamera („Pride of the Range“) gestanden hatte, als Statist, Kleinstdarsteller und Double, primär für reitunerfahrene Darsteller im Sattel, für den Film gewonnen.

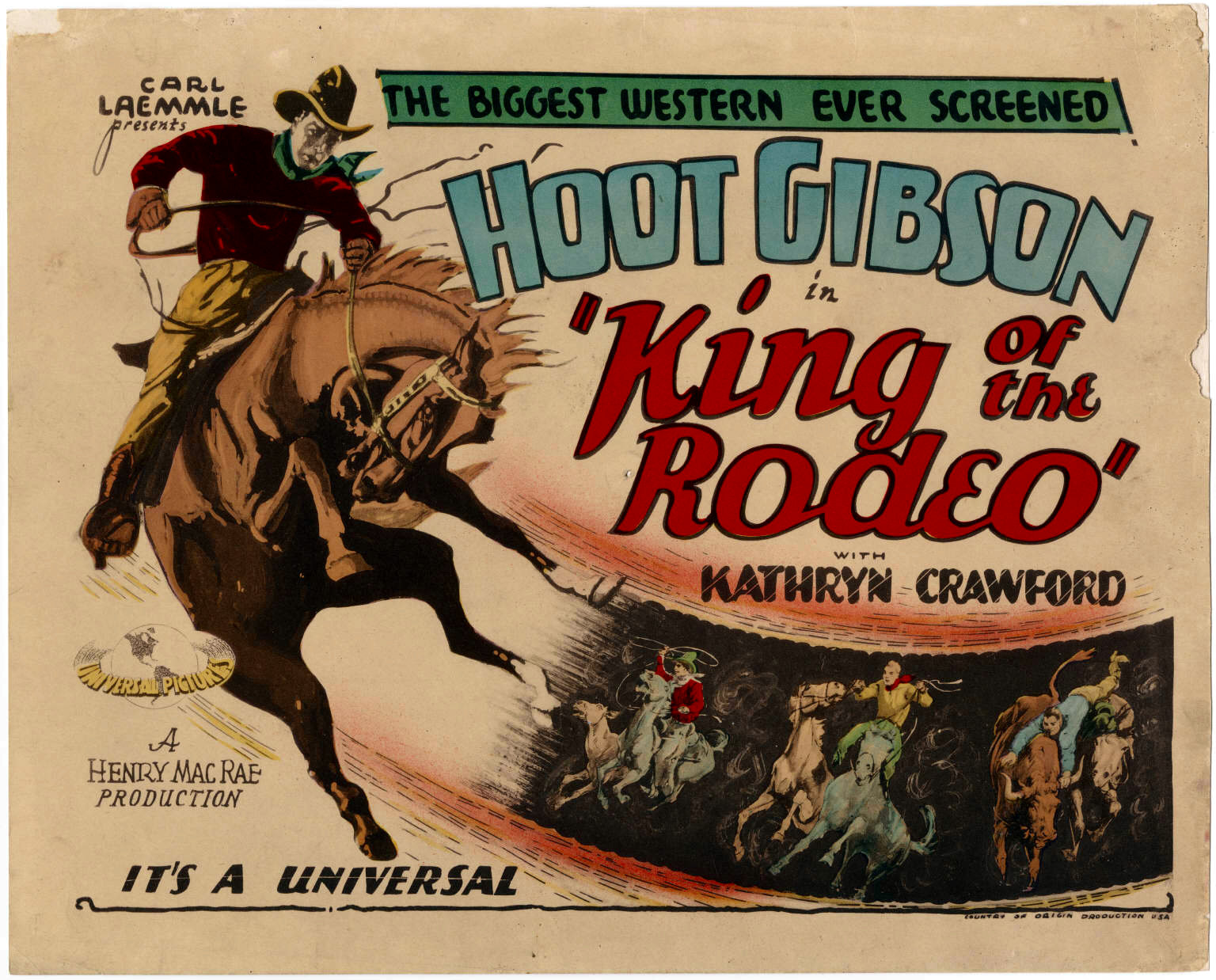
Werbeplakat: Hoot Gibson in King of the Rodeo (1929)

Gibson spielte von Anbeginn in Wildwestfilmen, in denen er seine Reitkünste unter Beweis stellen konnte. Er trat zunächst an der Seite des Westernstars Harry Carey sr. auf. Nach seinem Kriegsdienst 1917–19 im amerikanischen Panzerverband in Frankreich kehrte Hoot Gibson vor die Kamera zurück und wurde wenig später von John Ford zum Cowboystar aufgebaut. Den Durchbruch feierte er 1921 in den kurzen Ford-Western „Action“ und „Sure Fire“. In den 1920er Jahren war Gibson, der zeitweise als wichtigster Cowboydarsteller der Universal Studios 14.000 Dollar pro Woche verdiente, nach Tom Mix der populärste Vertreter des Western-Genres. Anders als seine Konkurrenten legte Gibson verstärkt Wert auf Komik und Humor anstatt auf Actionelemente und Schießereien, integrierte aber auch Autorennen- und Flugzeugszenen in seine Filme.
Der Übergang zum Tonfilm gelang Gibson nur schwer, auch wenn er in jenen Jahren seine Filme in eigener Produktion erstellte und damit verstärkt Kontrolle über die Arbeiten erlangte. Bald hatte sich seine Art der Darstellung und des Humors überlebt. 1931 war er von M. H. Hoffman für „Allied Artists“ unter Vertrag genommen worden und machte elf Filme in zwei Jahren. Aufgrund eines Rechtsstreites zwischen Universal Pictures und Hoffman konnte er anschließend für zwei Jahre keinen Film drehen; zusätzlich erschwerte ein Flugzeugabsturz mit anschließendem Krankenhausaufenthalt sein Leben. Nach zwei weiteren Filmen für Hoffman und sechs Werken für „Diversion Pictures“ 1936 drehte er ein Serial. Nach 1937 zog sich der Schauspieler weitgehend ins Privatleben zurück, das er für Zirkus- und Rodeoauftritte unterbrach, und trat ab 1943 nur noch gastweise, vor allem in Filmen der kleinen Firma Monogram Pictures, auf. In den 1950er Jahren verdiente sich der mittlerweile verarmte, kränkelnde und von hohen Behandlungskosten gebeutelte Gibson den einen oder anderen Dollar als Grüß-August in einem Casino in Las Vegas, als Chinchilla-Verkäufer im Fernsehen und als Feuerwerker dazu. Zuletzt absolvierte der fast in Vergessenheit geratene Darsteller zwei winzige Auftritte in A-Produktionen: in „Der letzte Befehl“, einem Bürgerkriegswestern seines einstigen Förderers Ford, konnte man ihn als Yankee-Sergeant Brown sehen, und in der stargespickten Gaunerkomödie „Frankie und seine Spießgesellen“ wurde er als alter Posten einer Straßensperre eingesetzt.
1950 erschienen einige wenige Ausgaben eines Hoot Gibson-Comicheftes.
Gibson war unter anderem mit den Schauspielerinnen Helen Gibson (1892–1977) und Sally Eilers (1908–1978) verheiratet.

## Filmografie
- 1910: Pride of the Range
- 1910: The Two Brothers
- 1912: His Only Son
- 1913: In the Secret Service
- 1914: Shotgun Jones
- 1914: The Hazards of Helen
- 1915: The Man From Texas
- 1915: The Pay Train
- 1916: Stampede in the Night
- 1916: Knight of the Range
- 1917: Straight Shooting
- 1917: The Secret Man
- 1918: The Midnight Flyer
- 1918: The Branded Man
- 1919: The Rustlers
- 1919: Gun Law
- 1920: Cinders
- 1920: Wolf Tracks
- 1920: Red Courage
- 1921: Action
- 1921: Sure Fire
- 1921: The Cactus Kid
- 1922: The Galloping Kid
- 1922: The Lone Hand
- 1922: Trimmed
- 1923: Wildwestbanditen (The Ramblin’ Kid)
- 1923: Blinky
- 1923: The Gentleman From America
- 1923: The Thrill Chaser
- 1924: Hit and Run
- 1924: The Sawdust Trail
- 1924: Broadway or Bust
- 1924: Hoot Gibson, der Rächer der Berge (The Ridin’ Kid From Powder River)
- 1925: The Calgary Stampede
- 1925: The Taming of the West
- 1926: Der Todesritt vom Little Bighorn (The Flaming Frontier)
- 1926: König der Cowboys (The Buckaroo Kid)
- 1926: Der Schrecken von Texas (The Texas Streak)
- 1926: Wer niemals einen Kuß geküsst (Chip of the Flying U)
- 1926: The Phantom Bullet
- 1927: Der Überfall in der Silberschlucht(The Denver Dude)
- 1927: The Prairie King
- 1927: The Silent Rider
- 1927: The Wild West Show
- 1927: Rummelplatz “Wild-West” (Painted Ponies)
- 1928: Der Friedensrichter von Jacksonville (The Rawhide Kid)
- 1928: Der fliegende Cowboy (The Flyin’ Cowboy)
- 1928: A Trick of Hearts
- 1929: Der Cowboy-König von Chicago (King of the Rodeo)
- 1929: Der ‘fliegende Teufel’ von Texas (The Winged Horseman)
- 1929: Courtin’ Wildcats (auch Produktion)
- 1929: The Long Long Trail (auch Produktion)
- 1930: Roaring Ranch (auch Produktion)
- 1930: The Mounted Stranger
- 1930: Trigger Tricks (auch Produktion)
- 1930: Spurs
- 1930: Trailing Trouble (auch Produktion)
- 1931: Clearing the Range
- 1931: Hard Hombre
- 1932: The Boiling Point
- 1932: Local Bad Man
- 1932: Spirit of the West
- 1933: Cowboy Counselor
- 1933: The Dude Bandit
- 1935: Sunset Range
- 1935: Rainbow’s End
- 1936: Frontier Justice
- 1936: Lucky Terror
- 1936: The Last Outlaw
- 1937: Der singende Pfeil (The Painted Stallion)
- 1943: Blazing Guns
- 1943: Sturm über Arizona (Arizona Whirlwind)
- 1944: The Outlaw Trail
- 1944: Sonora Stagecoach
- 1944: Death Valley Rangers
- 1946: Flight to Nowhere
- 1953: The Marshal’s Daughter
- 1956: You Bet Your Life (TV-Auftritt als Gaststar)
- 1958: Der letzte Befehl (The Horse Soldiers)
- 1960: Frankie und seine Spießgesellen (Ocean's Eleven)